# میان‌بر (فیلم ۱۹۴۵)
میانبر (فیلم ۱۹۴۵) (به انگلیسی: Detour) فیلمی ۶۸ دقیقه‌ای به کارگردانی ادگار جی. اولمر با بازی تام نیل و ادموند مک‌دانلد محصول کشور ایالات متحده آمریکا است.